# Lista serialelor de televiziune Looney Tunes
Următoarele sunt o listă de seriale de televiziune și de compilație Looney Tunes.

## Lista de seriale

### Seriale de compilație
| Titlu                                         | Anii de difuzare | Canal original                                                             | Sezoane | Episoade | Note                                     |
| --------------------------------------------- | ---------------- | -------------------------------------------------------------------------- | ------- | -------- | ---------------------------------------- |
| Looney Tunes                                  | 1955–63          | Sindicalizare                                                              | N/A     | N/A      | [ nota 1 ] [ 1 ] [ 2 ] [ 3 ] [ 4 ] [ 5 ] |
| The Bugs Bunny Show                           | 1960–1962        | ABC                                                                        | 2       | 52       |                                          |
| The Porky Pig Show                            | 1964–1965        | ABC                                                                        | 1       | 26       |                                          |
| The Road Runner Show                          | 1966–1868        | CBS                                                                        | 1       | 26       |                                          |
| The Bugs Bunny/Road Runner Hour               | 1968–1969        | CBS                                                                        | 1       | 26       |                                          |
| The Bugs Bunny Show                           | 1971–1972        | CBS                                                                        | 1       | 26       |                                          |
| The Merrie Melodies Show                      | 1972             | Sindicalizare                                                              | 1       | 26       |                                          |
| The Bugs Bunny/Road Runner Hour               | 1975–1977        | CBS                                                                        | N/A     | N/A      |                                          |
| The Bugs Bunny/Road Runner Show               | 1977–1985        | CBS                                                                        | N/A     | N/A      |                                          |
| The Sylvester & Tweety, Daffy & Speedy Show   | 1982–1983        | CBS                                                                        | 1       | 17       | [ 6 ] [ 7 ]                              |
| The Bugs Bunny/Looney Tunes Comedy Hour       | 1985–1986        | ABC                                                                        | N/A     | N/A      |                                          |
| The Bugs Bunny & Tweety Show                  | 1986–2000        | ABC                                                                        | N/A     | 14       |                                          |
| Looney Tunes on Nickelodeon                   | 1988–1999        | Nickelodeon                                                                | N/A     | N/A      |                                          |
| Merrie Melodies Starring Bugs Bunny & Friends | 1990–1994        | Sindicalizare (1990–1992) Fox Kids (1992–1994)                             | 1       | 65       |                                          |
| Looney Tunes                                  | 1992–prezent     | Cartoon Network (1992–2004, 2009–2017) Boomerang (2000–2007, 2013–prezent) | N/A     | N/A      |                                          |
| Bugs 'n' Daffy                                | 1995–1998        | Kids' WB                                                                   | 2       | 130      |                                          |

### Seriale originale
Toate produse de Warner Bros. Animation. Excepțiile sunt notate.
| #  | Titlu                             | Anii de difuzare | Canal iriginal                                                          | Sezoane | Episoade | Coproducție cu                                         | Note                                                                                    |
| -- | --------------------------------- | ---------------- | ----------------------------------------------------------------------- | ------- | -------- | ------------------------------------------------------ | --------------------------------------------------------------------------------------- |
| 1  | Micii poznași                     | 1990–1992        | CBS (1990) Sindicalizare (1990–1992) Fox Kids (1992)                    | 3       | 98       | Amblin Entertainment                                   |                                                                                         |
| 2  | Taz-Mania                         | 1991–1995        | Fox Kids                                                                | 4       | 65       |                                                        |                                                                                         |
| 3  | The Plucky Duck Show              | 1992             | Fox Kids                                                                | 1       | 13       | Amblin Entertainment                                   | Spin-off al Micii poznași.                                                              |
| 4  | Misterele lui Sylvester și Tweety | 1995–2002        | Kids' WB (1995–2000) Cartoon Network (2002)                             | 5       | 52       | Warner Bros. Family Entertainment                      |                                                                                         |
| 5  | Pinky, Elmira and the Brain       | 1998–1999        | Kids' WB                                                                | 1       | 13       | Warner Bros. Family Entertainment Amblin Entertainment | Spin-off al Micii poznași și Animaniacii.                                               |
| 6  | Baby Looney Tunes                 | 2002–2005        | Kids' WB (2002) Cartoon Network (2005)                                  | 4       | 53       | Warner Bros. Family Entertainment                      |                                                                                         |
| 7  | Duck Dodgers                      | 2003–2005        | Cartoon Network (2003–2005) Boomerang (2005)                            | 3       | 39       | Warner Bros. Family Entertainment                      |                                                                                         |
| 8  | Lunaticii dezlănțuiți             | 2005–2007        | Kids' WB                                                                | 2       | 26       | Warner Bros. Family Entertainment                      |                                                                                         |
| 9  | The Looney Tunes Show             | 2011–2014        | Cartoon Network                                                         | 2       | 52       |                                                        |                                                                                         |
| 10 | Noile Looney Tunes                | 2015–2020        | Cartoon Network (2015–2016) Boomerang (2017) Boomerang SVOD (2017–2020) | 3       | 156      |                                                        | Cunoscut anterior ca Bugs! O producție Looney Tunes (sau Wabbit) în timpul sezonului 1. |
| 11 | Lumea Looney Tunes                | 2020–2024        | HBO Max (2020–2023) Max (2023–2024)                                     | 6       | 82       |                                                        |                                                                                         |
| 12 | Bugs Bunny Constructorii          | 2022–prezent     | Cartoonito                                                              | 2       | 60       |                                                        | [ 8 ] [ 9 ]                                                                             |
| 13 | Looniversitatea Micuților         | 2023–prezent     | Max Cartoon Network                                                     | 2       | 23       | Amblin Television                                      | Reboot al Micii poznași.                                                                |

### Apariții cameo în alte seriale
| Titlu                   | Ani  | Canal | Apariție |
| ----------------------- | ---- | ----- | --- |
| Premiile Oscar din 1987 | 1987 | ABC   | Animație pentru Bugs Bunny prezentând premiul Oscar pentru cel mai bun scurtmetraj de animație.               |
| Premiile Oscar din 1990 | 1990 | ABC   | Animație pentru Bugs Bunny prezentând premiul Oscar pentru cel mai bun scurtmetraj de animație.               |
| The Earth Day Special   | 1990 | ABC   | Segmentele Looney Tunes.                                                                                      |
| Premiile Oscar din 1995 | 1995 | ABC   | Animație pentru Bugs Bunny și Daffy Duck prezentând premiul Oscar pentru cel mai bun scurtmetraj de animație. |
| The Drew Carey Show     | 1998 | ABC   | Intro animat cu Daffy Duck în episodul "My Best Friend's Wedding".                                            |